# Élections législatives croates de 1990
Les élections parlementaires croates de 1990 furent les premières élections multipartites en Croatie. Elles eurent lieu entre le 22 avril et le 7 mai 1990.

## Contexte
Les élections furent décidées par le gouvernement communiste de Croatie après qu’un amendement à la constitution autorisant les élections multipartites fut passé au début de l’année. La composition du parlement resta inchangée par rapport à la constitution de 1974 : chambre des municipalités, chambre des organisations sociopolitiques, et chambre des syndicats associés. La nouvelle loi électorale créée par Smiljko Sokol fut fondée sur le système électoral français, un pourcentage de plus de 50 % des voix permettant une victoire au premier tour, et un score de 7 % permettant la qualification pour le second tour.
Les élections au parlement se tinrent en même temps que les élections pour les assemblées municipales.

## Campagne
Dès le début de la campagne, 3 blocs majeurs se formèrent :
- L’ancienne Ligue des communistes de Croatie, renommé Parti du changement démocratique (SDP) et mené par Ivica Račan.
- La Coalition de l’accord du peuple, une large coalition de petits partis représentant les anti-communistes et les nationalistes rassemblés autour de leaders du printemps croate,  Savka Dabčević-Kučar et Miko Tripalo.
- Une autre coalition rassemblant les nationalistes croates radicaux et menée par Franjo Tuđman et son Union démocratique croate (HDZ).

Des sections de la Croatie qui allait créer la République serbe de Krajina formèrent le Parti démocratique serbe.
Les lois électorales et une meilleure organisation de la part du HDZ restreignirent bientôt le choix à seulement deux options : SDP ou HDZ. Le SDP qualifia les membres du HDZ de dangereux extrémistes nationalistes, et chercha à s'appuyer sur le vote des Serbes de Croatie. Le HDZ joua sur 20 ans de frustration croate au sein de la Yougoslavie et sur la peur du nationalisme serbe incarné par Slobodan Milošević.
La campagne fut très tendue, mais non-violente, sauf dans quelques régions de plus grande mixité ethnique où des incidents eurent lieu, annonçant l’escalade vers la guerre un an plus tard. À Benkovac, un nationaliste serbe attaqua Fanjo Tuđman lors d’une tournée.

## Résultats
Le soir du 22 avril 1990 les premiers résultats pour les deux chambres du parlement furent annoncés. Bien que le HDZ n’obtînt pas la majorité absolue au premier tour, le nombre de sièges remportés et les pourcentages de votes montrèrent clairement que le SDP allait perdre le pouvoir au profit du HDZ. Ceci déclencha une défection de la Nomenklatura en faveur du HDZ.
Il y eut peu de différence dans les pourcentages de votes au second tour, tenu le 6 et 7 mai, principalement car  les candidats de la Coalition pour l’accord du peuple refusèrent de quitter la course. Ceci permit au SDP de gagner quelques soutiens, principalement auprès des classes urbaines moyennes et des Serbes de Croatie.
Le HDZ remporta presque les deux tiers des sièges et par conséquent le mandat pour appliquer son programme législatif et constitutionnel. Le SDP devint le second parti du parlement. Le peu de sièges restants furent gagnés par la Coalition pour l’accord du peuple et quelques indépendants.

## Tableau de résultats
| Parti                                                 | Premier tour | Second tour |
| ----------------------------------------------------- | ------------ | ----------- |
| Union démocratique croate                             | 40,07 %      | 40,79 %     |
| Union démocratique croate : candidats associés        | 0,34 %       | 1,60 %      |
| Parti du changement démocratique                      | 22,63 %      | 26,61 %     |
| Parti du changement démocratique : candidats associés | 4,89 %       | 7,25 %      |
| Coalition de l’accord du peuple                       | 10,55 %      | 9,56 %      |
| SS-SSH                                                | 6,23 %       | 3,31 %      |
| HDS                                                   | 3,80 %       | 4,08 %      |
| Parti démocratique serbe                              | 1,55 %       | 2,00 %      |
| Participation                                         | 84,54 %      | 74,82 %     |

## Célébration
Les nouveaux parlements décidèrent de faire du 30 mai le jour de la fête nationale en Croatie, pour célébrer cet événement. En 2002, la date de la fête nationale est déplacée au 25 juin, jour de la déclaration d'indépendance.